# Moutir Chajia
Moutir Chajia, né le 4 juin 1998 à Heusden-Zolder en Belgique, est un footballeur belgo-marocain qui joue au poste de milieu de terrain.

## Biographie

### En club

#### Jeunesse et formation
Natif de Heusden-Zolder en Belgique, Moutir Chajia intègre très jeune l'Académie Jean-Marc Guillou à Lierre avant de rejoindre les rangs du KV Ostende. En 2016, il part vers l'Italie pour y lancer sa carrière professionnelle.

#### Débuts professionnels
Le 4 avril 2017, il joue son premier match professionnel avec le Novara Calcio dans un match de Serie B face au S.P.A.L. (défaite, 2-0).